# بيز ديلا فوركولا
بيز ديلا فوركولا (بالإنجليزية: Piz della Forcola)‏ هو أحد جبال سلسلة جبال الألب ليبونتيني ويقع في كانتون غراوبوندن في سويسرا. يحتل المرتبة رقم 297 في قائمة جبال سويسرا من حيث الارتفاع، إذ يبلغ ارتفاعه حوالي 2675 متر، بينما يبلغ ارتفاع نتوء الجبل 449 متر.